# Rožar
Rožar (italijansko Rosariòl) je naselje v  Slovenski Istri, ki upravno spada pod Mestno občino Koper. 